# Sheila (französische Sängerin)

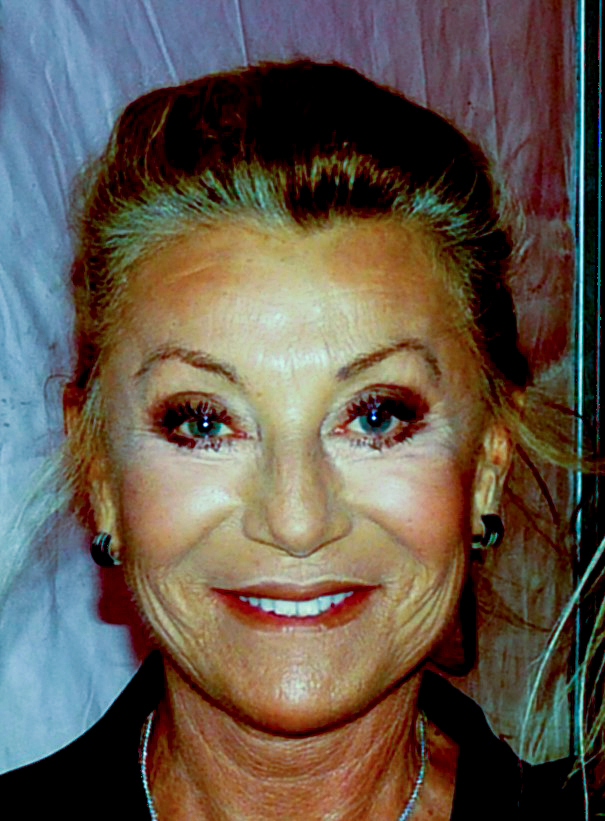
Sheila (2012)

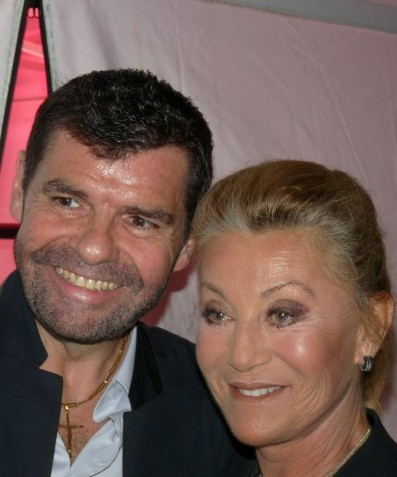
Sheila mit Erick Cala, Programmdirektor des französischen Regionalrundfunksenders France Bleu Roussillon (2012)

Sheila, [ʃɛˈla], eigentlich Annie Chancel (* 16. August 1945 in Créteil, Île-de-France), ist eine französische Pop-Sängerin. Sie feierte als Solistin große Erfolge in den 1960er und 1970er Jahren in Frankreich und der französischsprachigen Welt sowie mehreren südeuropäischen, lateinamerikanischen und weiteren Ländern und landete von 1977 bis in die 1980er Jahre mit dem Disco-Projekt Sheila & B. Devotion auch darüber hinaus international rezipierte englischsprachige Hits.

## Herkunft und Ausbildung
Sheila (Annie Chancel) ist die einzige Tochter des Süßwarenhändlers André Chancel und seiner Frau, Micheline Gautier. Die Familie stammte ursprünglich aus Salins im Cantal. Die Eltern verdienten ihren Lebensunterhalt mit einem Verkaufsstand auf Pariser Vorortmärkten. Zunächst träumte das Mädchen von einer Karriere als Artistin, dann bewarb sie sich zur Tanzausbildung an der Pariser Oper, wurde jedoch als zu großgewachsen abgewiesen und begann eine Ausbildung zur Buchhalterin, während sie ihre Eltern weiterhin im Verkauf unterstützte.

## Karriere als Sängerin
Sheila startete ihre Karriere 1962, als sie von Claude Carrère, einem einflussreichen französischen Musikproduzenten und Songschreiber, entdeckt wurde. Die Geschäftsbeziehung endete 1995 nach einem Gerichtsprozess.
Ihre erste veröffentlichte Single hieß Sheila. In den 1960er Jahren hatte sie zahlreiche Hits vor allem in Frankreich und französischsprachigen Ländern, verkörperte den Typ des hübschen jungen Mädchens von nebenan und war neben Sylvie Vartan, Françoise Hardy und France Gall ein weibliches Teenie-Idol. Sie zählt zu den Yéyé-Stars jener Epoche. Ihr erster Erfolg war 1962 L’école est finie (Die Schule ist aus), das die Nummer eins der Verkaufscharts in Frankreich, Nummer zwei in der Wallonie, Nummer neun in der Schweiz und Nummer zehn in Spanien und Griechenland erreichte. 1964 folgten Hello petite fille (insgesamt 150.000 verkaufte Singles) und Vous les copains, je ne vous oublierai jamais (400.000 Verkäufe).
Ab 1970 schrieb und bearbeitete der Komponist und Arrangeur Jean Schmitt eine Reihe von Liedern für sie; das erfolgreichste ist die Coverversion eines Hits der englischen Popband Middle of the Road, Les Rois mages (mehr als 600.000 verkaufte Singles), mit dessen spanischer Version, Los reyes magos, Sheila auch in die Charts in Mexiko (höchste Notierung Platz zwei), Argentinien (Platz neun) und Spanien (Platz zehn) aufstieg. 1971 erhielt Sheila den Prix pour la chanson anti-raciste für das Lied Blancs, jaunes, rouges, noirs und nahm mit dem italienischen Sänger Aldo Maccione den Titel J'adore auf. 1972 folgte ein weiterer kommerzieller Erfolg mit dem Middle-of-the-Road-Song Samson and Delilah (Samson et Dalila). Der Hit des Jahres 1973 wurde schließlich Les Gondoles à Venise (600.000 verkaufte Singles), ein Duett mit ihrem Ehemann, Ringo.
Mitte der 1970er Jahre änderte Sheila ihren Musikstil, indem sie sich zunehmend dem französisch-, dann auch englischsprachigen Disco-Funk zuwandte: Verkaufs-Hit im Jahr 1975 war C'est le cœur (Les ordres du docteur), die französische Version von Doctor's Orders von Carol Douglas (mehr als 400.000 Exemplare), gefolgt von der Single Quel tempérament de feu (500.000).
Ein Durchbruch auch in Nordeuropa und angelsächsischen Ländern gelang Sheila 1977, als sie unter dem Bandnamen Sheila & B. Devotion auftrat. Unter anderem wurde der bekannte amerikanische Produzent Nile Rodgers für den Titel Spacer engagiert. Auch weitere Titel ähnlicher Machart, etwa Love Me Baby und eine Coverversion von Singin’ in the Rain, brachten Sheila internationale Anerkennung. Der Refrain von Spacer wurde 2001 mit veränderter Melodie und Text als Crying at the Discotheque von der Gruppe Alcazar wiederverwendet.
Ab Mitte der 1980er Jahre war Claude Carrère nicht mehr für die Sängerin tätig. Sheilas Erfolg brach in dieser Zeit ein. Dennoch konnte sie erstmals in ihrer Karriere 1985 eine Bühnenshow produzieren (Enfin sur scène au Zénith). Diese fand in der Pariser Konzerthalle Zénith statt und ging anschließend auf Frankreichtournee; Live-Aufnahmen aus dem Zénith waren die letzte Schallplattenproduktion Sheilas, die bei einem Label Carrères erschien. Für die Durchführung der Konzerte zeichnete bereits Jean-Claude Camus verantwortlich, der als Produzent zahlreicher französischsprachiger Musiker wie Johnny Halliday, Michel Sardou, Lara Fabian, Patrick Bruel und Sylvie Vartan in Erscheinung getreten war und Frankreich-Konzerte ausländischer Stars (Bob Marley, Prince, Madonna, Michael Jackson, Rolling Stones) ausführte. Die Kostüme der Show entwarf Jean Paul Gaultier. Auch Sheilas Konzertreihen im Pariser Olympia und Konzertsälen weiterer Städten (1998 und 2002 sowie 2012 anlässlich des fünfzigjährigen Jubiläums ihrer Karriere) wurden von Camus produziert, nachdem sie ab Ende der 1980er Jahre weder Schallplatten aufgenommen hatte noch aufgetreten war.
Laut Homepage der Sängerin wurden von ihr rund 85 Millionen Tonträger verkauft. Schätzungen zufolge ist in einem Zeitraum von 1955 bis 2017 Sheila die Sängerin, von der in Frankreich am meisten Tonträger verkauft wurden (neben Johnny Hallyday als erfolgreichstem männlichen Künstler und den Beatles als erfolgreichster Musikgruppe). Der Streit mit ihrem Manager Carrère ging hauptsächlich um ihren Anteil an den Tantiemen, die laut ihrer Darstellung nahezu vollständig dem Management und der Plattenfirma zufielen. Der Vertrag war 1962 zwischen Carrère und ihrem Vater geschlossen worden, da sie noch minderjährig war, und war nach zehnjähriger Laufzeit verlängert worden. Erst 1995 konnte er mittels gerichtlicher Klärung gelöst werden. Seither ist Sheila wieder öfters in französischen Medien präsent, nahm 2009 und 2010 an Schlagertourneen mit Musikern ihrer Jugendzeit (Âge tendre, la tournée des idoles) teil und trat 2011 in der zweiten Staffel der Tanzshow Danse avec les stars im französischen Fernsehen auf.
Sheila veröffentlichte 26 Studioalben (davon zwei mit dem Sänger Ringo), neun Konzertalben (davon drei zusammen mit weiteren Sängern), 40 Kompilationen, 12 Koffer und 92 Singles von 1962 bis 2008. Ihr Album Venue d'ailleurs aus dem Jahr 2021 enthält Kollaborationen mit verschiedenen Musikern und Produzenten, darunter Nile Rodgers und Keith Olsen. Es ist die erfolgreichste Veröffentlichung der Sängerin seit Mitte der 1980er Jahre (Nummer 11 der Verkaufscharts in Frankreich, Nummer 4 in Belgien, Nummer 25 in der Schweiz). Anlässlich ihres 60-jährigen Bühnenjubiläums tourte Sheila von 2022 bis 2024 mit der Musikgruppe H-Taag durch Frankreich und Belgien. Eine Live-Aufnahme eines Konzerts in Brüssel erschien im Herbst 2023 unter dem Titel Sheila / h-taag Live à Bruxelles, Cirque Royal (60ème anniversaire de carrière) als ihr neustes Album. Weitere Konzerte folgen in Paris und Belgien Ende 2025 unter dem Titel La Tournée 8.0 / The 8.0 Tour. 

## Zur Person
Von 1973 bis 1979 war Sheila mit dem Sänger Ringo (bürgerlich Guy Bayle) verheiratet, der ebenfalls von Claude Carrère gemanagt wurde. Sie hatte mit Bayle einen Sohn, Ludovic Chancel (geboren am 7. April 1975), der 2017 an einer Überdosis Kokain starb. Von 2006 bis 2016 war Sheila mit dem Musiker Lionel Leroy verheiratet.
Während des Wahlkampfs zur französischen Präsidentschaftswahl 1974 unterstützte Sheila den Kandidaten des bürgerlichen Lagers, Valéry Giscard d’Estaing, gegen den Kandidaten der Linken, François Mitterrand.
Im Jahr 1998 wurde sie zum Ritter der Ehrenlegion ernannt und 2013 bei der Vergabe der Victoires de la Musique mit dem Ehrenpreis für ihr Lebenswerk geehrt.
Sheila verbrachte fast ihre ganze Jugend in Paris und lebte später an verschiedenen Orten der Île de France, zuletzt in Flexanville.

## Diskografie

### Studioalben
| Jahr | Titel                                                    | Höchstplatzierung, Gesamtwochen, AuszeichnungChartplatzierungen (Jahr, Titel, Platzierungen, Wochen, Auszeichnungen, Anmerkungen) | Höchstplatzierung, Gesamtwochen, AuszeichnungChartplatzierungen (Jahr, Titel, Platzierungen, Wochen, Auszeichnungen, Anmerkungen) | Höchstplatzierung, Gesamtwochen, AuszeichnungChartplatzierungen (Jahr, Titel, Platzierungen, Wochen, Auszeichnungen, Anmerkungen) | Anmerkungen                                                                                              |
| Jahr | Titel                                                    | FR | BEW | CH | Anmerkungen                                                                                              |
| ---- | -------------------------------------------------------- | --- | --- | --- | --- |
| 1966 | L’heure de la sortie – Bang-bang Philips                 | FR166 (1 Wo.)FR | — | — | Charteinstieg in FR erst 2019                                                                            |
| 1976 | L’amour qui brûle en moi Carrere                         | FR125 (1 Wo.)FR | — | — | Charteinstieg in FR erst 2016                                                                            |
| 1977 | Love Me Baby – Singin’ in the Rain Carrere               | FR168 Gold · (1 Wo.)FR | — | — | Charteinstieg in FR erst 2016                                                                            |
| 1980 | King of the World Carrere                                | FR199 (1 Wo.)FR | — | — | Charteinstieg in FR erst 2016                                                                            |
| 1998 | Le meilleur de Sheila Flarenasch                         | FR33 (6 Wo.)FR | — | — | Erstveröffentlichung: Februar 1998                                                                       |
| 1999 | Danse EMI Music France                                   | FR56 (2 Wo.)FR | — | — | |
| 2002 | Seulement pour toi Warner Music France                   | FR47 (3 Wo.)FR | — | — | |
| 2012 | Solide WEA Records                                       | FR53 (5 Wo.)FR | BEW52 (11 Wo.)BEW | — | Erstveröffentlichung: 7. Dezember 2012                                                                   |
| 2020 | King of the World (40e Anniversaire) Warner Music France | — | BEW21 (3 Wo.)BEW | — | Wiederveröffentlichung des Albums von 1980 (Remastered-CD, Vinyl)                                        |
| 2021 | Venue d’ailleurs Warner Music France                     | FR11 (6 Wo.)FR | BEW4 (7 Wo.)BEW | CH25 (1 Wo.)CH | Erstveröffentlichung: 2. April 2021                                                                      |
| 2021 | Little Darlin’ (40e Anniversaire) Warner Music France    | — | BEW59 (1 Wo.)BEW | — | Erstveröffentlichung: 3. Dezember 2021 Wiederveröffentlichung des Albums von 1981 (Remastered-CD, Vinyl) |
| 2025 | À l’avenir Warner Music France                           | FR15 (3 Wo.)FR | BEW12 (5 Wo.)BEW | CH85 (1 Wo.)CH | Erstveröffentlichung: 4. April 2025                                                                      |

grau schraffiert: keine Chartdaten aus diesem Jahr verfügbar
Weitere Studioalben
- 1963: Le sifflet des copains – L’école est finie
- 1964: Ecoute ce disque
- 1965: Tous les deux – Le folklore américain
- 1967: Dans une heure – Le kilt
- 1968: La vamp – Long sera l’hiver
- 1969: Oncle Jo
- 1970: Reviens je t’aime
- 1971: Love – Les Rois Mages
- 1972: Poupée de porcelaine
- 1975: Quel Tempérament de feu
- 1979: SB Devotion
- 1980: Pilote sur les ondes
- 1983: On dit
- 1984: Je suis comme toi
- 1988: Tendances

### Livealben
| Jahr | Titel Musiklabel                                                                      | Höchstplatzierung, Gesamtwochen, AuszeichnungChartplatzierungen (Jahr, Titel, Musiklabel, Platzierungen, Wochen, Auszeichnungen, Anmerkungen) | Höchstplatzierung, Gesamtwochen, AuszeichnungChartplatzierungen (Jahr, Titel, Musiklabel, Platzierungen, Wochen, Auszeichnungen, Anmerkungen) | Anmerkungen                             |
| Jahr | Titel Musiklabel                                                                      | FR | BEW | Anmerkungen                             |
| ---- | ------------------------------------------------------------------------------------- | --- | --- | --------------------------------------- |
| 2003 | En concert: Jamais deux sans toi                                                      | FR54 Gold · (3 Wo.)FR | — |                                         |
| 2007 | C’est écrit WEA Records                                                               | FR56 (4 Wo.)FR | BEW64 (3 Wo.)BEW | Erstveröffentlichung: 24. Dezember 2007 |
| 2018 | Live – Casino de Paris 2017 Warner Music France                                       | FR81 (1 Wo.)FR | BEW172 (1 Wo.)BEW | Erstveröffentlichung: 27. April 2018    |
| 2023 | Sheila /h-taag Live au Cirque Royal, auch: Sheila /h-taag Live à Bruxelles New Chance | FR26 (2 Wo.)FR | BEW19 (3 Wo.)BEW | Erstveröffentlichung: 20. Oktober 2023  |

Weitere Livealben
- 1985: Zénith 85
- 1989: Olympia 89 – Je suis venue te dire que je m’en vais
- 1998: Olympia 98
- 2008: Cabaret Sauvage 2006 – Enfin disponible

### Kompilationen
| Jahr | Titel Musiklabel                                                          | Höchstplatzierung, Gesamtwochen, AuszeichnungChartplatzierungen (Jahr, Titel, Musiklabel, Platzierungen, Wochen, Auszeichnungen, Anmerkungen) | Höchstplatzierung, Gesamtwochen, AuszeichnungChartplatzierungen (Jahr, Titel, Musiklabel, Platzierungen, Wochen, Auszeichnungen, Anmerkungen) | Anmerkungen                             |
| Jahr | Titel Musiklabel                                                          | FR | BEW | Anmerkungen                             |
| ---- | ------------------------------------------------------------------------- | --- | --- | --------------------------------------- |
| 1974 | Ne fais pas tanguer le bateau Carrere                                     | FR147 (1 Wo.)FR | — | Charteinstieg in FR erst 2006           |
| 1979 | Disque d’Or Carrere                                                       | FR141 (1 Wo.)FR | — | Charteinstieg in FR erst 2019           |
| 2006 | Juste comme ça Warner Music France                                        | FR82 (2 Wo.)FR | BEW64 (2 Wo.)BEW |                                         |
| 2007 | On sait pas s’aimer Warner Music France                                   | FR148 (4 Wo.)FR | — |                                         |
| 2008 | The Disco Singles WEA Records                                             | FR109 (2 Wo.)FR | — |                                         |
| 2016 | Le coffret essentiel Warner Music France                                  | FR170 (1 Wo.)FR | — | Erstveröffentlichung: 14. Oktober 2016  |
| 2016 | Rétrospective – Best Of 3CD Warner Music France                           | FR26 (9 Wo.)FR | BEW93 (15 Wo.)BEW | Erstveröffentlichung: 21. Oktober 2016  |
| 2022 | Best of 60ème Anniversaire Warner Music France                            | FR21 (4 Wo.)FR | — | Erstveröffentlichung: 21. Oktober 2022  |
| 2022 | Pop - 60 ans Warner Music France                                          | FR131 (1 Wo.)FR | — | Erstveröffentlichung: 18. November 2022 |
| 2022 | Yéyé - 60 ans Warner Music France                                         | FR165 (1 Wo.)FR | — | Erstveröffentlichung: 18. November 2022 |
| 2022 | Love - 60 ans Warner Music France                                         | FR139 (1 Wo.)FR | — | Erstveröffentlichung: 25. November 2022 |
| 2022 | Disco - 60 ans Warner Music France                                        | FR163 (1 Wo.)FR | — | Erstveröffentlichung: 25. November 2022 |
| 2023 | Remixes - 60 ans Warner Music France                                      | FR178 (1 Wo.)FR | — | Erstveröffentlichung: 20. Januar 2023   |
| 2023 | On The Rocks - 60 ans Warner Music France                                 | FR185 (1 Wo.)FR | — | Erstveröffentlichung: 20. Januar 2023   |
| 2023 | From Paris To Los Angeles / English Tracks Collection Warner Music France | FR50 (1 Wo.)FR | BEW47 (1 Wo.)BEW | Erstveröffentlichung: 10. November 2023 |

grau schraffiert: keine Chartdaten aus diesem Jahr verfügbar
Weitere Kompilationen
- 1996: Les Plus Grands Succès (FR: Gold)

### Singles
| Jahr | Titel Album                                                   | Höchstplatzierung, Gesamtwochen, AuszeichnungChartplatzierungen (Jahr, Titel, Album, Platzierungen, Wochen, Auszeichnungen, Anmerkungen) | Höchstplatzierung, Gesamtwochen, AuszeichnungChartplatzierungen (Jahr, Titel, Album, Platzierungen, Wochen, Auszeichnungen, Anmerkungen) | Höchstplatzierung, Gesamtwochen, AuszeichnungChartplatzierungen (Jahr, Titel, Album, Platzierungen, Wochen, Auszeichnungen, Anmerkungen) | Höchstplatzierung, Gesamtwochen, AuszeichnungChartplatzierungen (Jahr, Titel, Album, Platzierungen, Wochen, Auszeichnungen, Anmerkungen) | Höchstplatzierung, Gesamtwochen, AuszeichnungChartplatzierungen (Jahr, Titel, Album, Platzierungen, Wochen, Auszeichnungen, Anmerkungen) | Höchstplatzierung, Gesamtwochen, AuszeichnungChartplatzierungen (Jahr, Titel, Album, Platzierungen, Wochen, Auszeichnungen, Anmerkungen) | Anmerkungen                                                                              | [↑]: gemeinsam behandelt mit vorhergehendem Eintrag; [←]: in beiden Charts platziert |
| Jahr | Titel Album                                                   | FR | BEF | BEW | DE | UK | US | Anmerkungen                                                                              |                                                                                      |
| ---- | ------------------------------------------------------------- | --- | --- | --- | --- | --- | --- | ---------------------------------------------------------------------------------------- | ------------------------------------------------------------------------------------ |
| 1962 | Sheila Le sifflet des copains                                 | — | BEF7 (28 Wo.)BEF [BEW: ←] | BEF7 (28 Wo.)BEF [BEW: ←] | — | — | — | B-Seite: On a juste l'âge                                                                |                                                                                      |
| 1963 | L’école est finie Le sifflet des copains                      | — | BEF2 (28 Wo.)BEF [BEW: ←] | BEF2 (28 Wo.)BEF [BEW: ←] | — | — | — |                                                                                          |                                                                                      |
| 1963 | Pendant les vacances Le sifflet des copains                   | — | BEF3 (24 Wo.)BEF [BEW: ←] | BEF3 (24 Wo.)BEF [BEW: ←] | — | — | — | B-Seite: La vie est belle                                                                |                                                                                      |
| 1963 | Le sifflet des copains                                        | — | BEF12 (16 Wo.)BEF [BEW: ←] | BEF12 (16 Wo.)BEF [BEW: ←] | — | — | — | B-Seite: Cette année-là                                                                  |                                                                                      |
| 1964 | Hello petite fille Ecoute ce disque                           | — | BEF19 (16 Wo.)BEF [BEW: ←] | BEF19 (16 Wo.)BEF [BEW: ←] | — | — | — |                                                                                          |                                                                                      |
| 1964 | Chaque instant de chaque jour Ecoute ce disque                | — | BEF4 (28 Wo.)BEF [BEW: ←] | BEF4 (28 Wo.)BEF [BEW: ←] | — | — | — | B-Seite: Un monde sans amour                                                             |                                                                                      |
| 1964 | Vous les copains Ecoute ce disque                             | — | BEF3 (18 Wo.)BEF [BEW: ←] | BEF3 (18 Wo.)BEF [BEW: ←] | — | — | — | B-Seite: À la fin de la soirée französische Fassung von Manfred Mann: Do Wah Diddy Diddy |                                                                                      |
| 1965 | Toujours des beaux jours                                      | — | BEF10 (20 Wo.)BEF [BEW: ←] | BEF10 (20 Wo.)BEF [BEW: ←] | — | — | — | B-Seite: Je n’en veux pas d’autre que toi                                                |                                                                                      |
| 1965 | C’est toi que j’aime Tous les deux – Le folklore américain    | — | BEF13 (20 Wo.)BEF [BEW: ←] | BEF13 (20 Wo.)BEF [BEW: ←] | — | — | — | B-Seite: Il fait chaud                                                                   |                                                                                      |
| 1965 | Le folklore américain Tous les deux – Le folklore américain   | — | BEF1 (32 Wo.)BEF [BEW: ←] | BEF1 (32 Wo.)BEF [BEW: ←] | — | — | — | B-Seite: Tous les deux                                                                   |                                                                                      |
| 1965 | Devant le juke box Tous les deux – Le folklore américain      | — | BEF8 (20 Wo.)BEF [BEW: ←] | BEF8 (20 Wo.)BEF [BEW: ←] | — | — | — | mit Akim; franz. Fassung von Gene Pitney: If I Didn’t Have a Dime                        |                                                                                      |
| 1966 | Le cinéma L’heure de la sortie – Bang-bang                    | — | BEF1 (24 Wo.)BEF [BEW: ←] | BEF1 (24 Wo.)BEF [BEW: ←] | — | — | — | B-Seite: Je t’aime                                                                       |                                                                                      |
| 1966 | Bang-bang L’heure de la sortie – Bang-bang                    | — | BEF4 (23 Wo.)BEF [BEW: ←] | BEF4 (23 Wo.)BEF [BEW: ←] | — | — | — | B-Seite: Le rêve                                                                         |                                                                                      |
| 1966 | L’heure de la sortie L’heure de la sortie – Bang-bang         | — | BEF5 (18 Wo.)BEF [BEW: ←] | BEF5 (18 Wo.)BEF [BEW: ←] | — | — | — | B-Seite: La vie est un tourbillon                                                        |                                                                                      |
| 1967 | La famille Dans une heure – Le kilt                           | — | BEF7 (19 Wo.)BEF [BEW: ←] | BEF7 (19 Wo.)BEF [BEW: ←] | — | — | — | B-Seite: Pamela                                                                          |                                                                                      |
| 1967 | Adios amor Dans une heure – Le kilt                           | — | BEF2 (26 Wo.)BEF [BEW: ←] | BEF2 (26 Wo.)BEF [BEW: ←] | — | — | — | B-Seite: Le jour le plus beau de l’été                                                   |                                                                                      |
| 1967 | Le kilt Dans une heure – Le kilt                              | — | BEF4 (17 Wo.)BEF [BEW: ←] | BEF4 (17 Wo.)BEF [BEW: ←] | — | — | — | B-Seite: Dans une heure                                                                  |                                                                                      |
| 1968 | Dalila La vamp – Long sera l’hiver                            | — | BEF6 (18 Wo.)BEF [BEW: ←] | BEF6 (18 Wo.)BEF [BEW: ←] | — | — | — | B-Seite: Quand une fille aime un garçon                                                  |                                                                                      |
| 1968 | Petite fille de Français moyen La vamp – Long sera l’hiver    | — | BEF5 (18 Wo.)BEF [BEW: ←] | BEF5 (18 Wo.)BEF [BEW: ←] | — | — | — | B-Seite: La petite église                                                                |                                                                                      |
| 1968 | Long sera l’hiver La vamp – Long sera l’hiver                 | — | BEF12 (16 Wo.)BEF [BEW: ←] | BEF12 (16 Wo.)BEF [BEW: ←] | — | — | — | B-Seite: La vamp                                                                         |                                                                                      |
| 1969 | Arlequin Oncle Jo                                             | — | BEF12 (11 Wo.)BEF [BEW: ←] | BEF12 (11 Wo.)BEF [BEW: ←] | — | — | — | B-Seite: Sheila la la                                                                    |                                                                                      |
| 1969 | Fernando Oncle Jo                                             | — | BEF21 (10 Wo.)BEF [BEW: ←] | BEF21 (10 Wo.)BEF [BEW: ←] | — | — | — | B-Seite: Love, Maestro, Please                                                           |                                                                                      |
| 1969 | Oncle Jo                                                      | — | BEF5 (15 Wo.)BEF [BEW: ←] | BEF5 (15 Wo.)BEF [BEW: ←] | — | — | — | B-Seite: Il est tellement jaloux                                                         |                                                                                      |
| 1970 | Julietta Reviens je t’aime                                    | — | BEF9 (17 Wo.)BEF [BEW: ←] | BEF9 (17 Wo.)BEF [BEW: ←] | — | — | — |                                                                                          |                                                                                      |
| 1970 | Ma vie à t’aimer Reviens je t’aime                            | — | BEF27 (6 Wo.)BEF [BEW: ←] | BEF27 (6 Wo.)BEF [BEW: ←] | — | — | — |                                                                                          |                                                                                      |
| 1970 | Reviens je t’aime                                             | — | BEF6 (13 Wo.)BEF [BEW: ←] | BEF6 (13 Wo.)BEF [BEW: ←] | — | — | — |                                                                                          |                                                                                      |
| 1971 | Les rois mages Love                                           | — | BEF1 (25 Wo.)BEF [BEW: ←] | BEF1 (25 Wo.)BEF [BEW: ←] | — | — | — |                                                                                          |                                                                                      |
| 1971 | Blancs jaunes rouges noirs Love                               | — | BEF20 (10 Wo.)BEF [BEW: ←] | BEF20 (10 Wo.)BEF [BEW: ←] | — | — | — |                                                                                          |                                                                                      |
| 1972 | J’adore Love                                                  | — | BEF22 (8 Wo.)BEF [BEW: ←] | BEF22 (8 Wo.)BEF [BEW: ←] | — | — | — | mit Aldo                                                                                 |                                                                                      |
| 1972 | Samson et Dalila Poupée de porcelaine                         | — | BEF12 (16 Wo.)BEF [BEW: ←] | BEF12 (16 Wo.)BEF [BEW: ←] | — | — | — | B-Seite: Plus de chansons tristes                                                        |                                                                                      |
| 1972 | Le mari de mama Poupée de porcelaine                          | — | BEF6 (14 Wo.)BEF [BEW: ←] | BEF6 (14 Wo.)BEF [BEW: ←] | — | — | — |                                                                                          |                                                                                      |
| 1972 | Poupée de porcelaine                                          | — | BEF6 (17 Wo.)BEF [BEW: ←] | BEF6 (17 Wo.)BEF [BEW: ←] | — | — | — |                                                                                          |                                                                                      |
| 1973 | Les gondoles à Venise Spécial Sheila - Ringo                  | — | BEF2 (17 Wo.)BEF [BEW: ←] | BEF2 (17 Wo.)BEF [BEW: ←] | — | — | — | mit Ringo                                                                                |                                                                                      |
| 1973 | Adam et Ève Spécial Sheila - Ringo                            | — | BEF9 (11 Wo.)BEF [BEW: ←] | BEF9 (11 Wo.)BEF [BEW: ←] | — | — | — |                                                                                          |                                                                                      |
| 1973 | Mélancolie Spécial Sheila - Ringo                             | — | BEF2 (16 Wo.)BEF [BEW: ←] | BEF2 (16 Wo.)BEF [BEW: ←] | — | — | — |                                                                                          |                                                                                      |
| 1974 | Le couple Sheila - Ringo                                      | — | BEF15 (11 Wo.)BEF [BEW: ←] | BEF15 (11 Wo.)BEF [BEW: ←] | — | — | — |                                                                                          |                                                                                      |
| 1974 | Tu es le soleil Sheila - Ringo                                | — | BEF3 (14 Wo.)BEF [BEW: ←] | BEF3 (14 Wo.)BEF [BEW: ←] | — | — | — |                                                                                          |                                                                                      |
| 1974 | Ne fais pas tanguer le bateau Sheila - Ringo                  | — | BEF5 (13 Wo.)BEF [BEW: ←] | BEF5 (13 Wo.)BEF [BEW: ←] | — | — | — |                                                                                          |                                                                                      |
| 1975 | C’est le cœur (les ordres du docteur) Quel tempérament de feu | — | BEF1 (17 Wo.)BEF [BEW: ←] | BEF1 (17 Wo.)BEF [BEW: ←] | — | — | — |                                                                                          |                                                                                      |
| 1975 | Aimer avant de mourir Quel tempérament de feu                 | — | BEF3 (14 Wo.)BEF [BEW: ←] | BEF3 (14 Wo.)BEF [BEW: ←] | — | — | — |                                                                                          |                                                                                      |
| 1975 | Quel tempérament de feu                                       | FR— GoldFR | BEF1 (14 Wo.)BEF [BEW: ←] | BEF1 (14 Wo.)BEF [BEW: ←] | — | — | — |                                                                                          |                                                                                      |
| 1976 | Un prince en exil L’amour qui brûle en moi                    | — | BEF1 (15 Wo.)BEF [BEW: ←] | BEF1 (15 Wo.)BEF [BEW: ←] | — | — | — |                                                                                          |                                                                                      |
| 1976 | Patrick, mon chéri L’amour qui brûle en moi                   | — | BEF3 (14 Wo.)BEF [BEW: ←] | BEF3 (14 Wo.)BEF [BEW: ←] | — | — | — |                                                                                          |                                                                                      |
| 1976 | Les femmes L’amour qui brûle en moi                           | — | BEF5 (11 Wo.)BEF [BEW: ←] | BEF5 (11 Wo.)BEF [BEW: ←] | — | — | — |                                                                                          |                                                                                      |
| 1977 | L’amour qui brûle en moi                                      | — | BEF7 (11 Wo.)BEF [BEW: ←] | BEF7 (11 Wo.)BEF [BEW: ←] | — | — | — |                                                                                          |                                                                                      |
| 1977 | L’arche de Noé                                                | — | BEF5 (12 Wo.)BEF [BEW: ←] | BEF5 (12 Wo.)BEF [BEW: ←] | — | — | — |                                                                                          |                                                                                      |
| 1977 | Love Me Baby Singin’ in the Rain                              | FR— GoldFR | BEF1 (16 Wo.)BEF [BEW: ←] | BEF1 (16 Wo.)BEF [BEW: ←] | DE9 (10 Wo.)DE | — | — | Erstveröffentlichung: 24. Mai 1977                                                       |                                                                                      |
| 1977 | Singin’ in the Rain Part 1 Singin’ in the Rain                | FR— GoldFR | BEF1 (7 Wo.)BEF [BEW: ←] | BEF1 (7 Wo.)BEF [BEW: ←] | DE6 (17 Wo.)DE | UK11 (13 Wo.)UK | — | Erstveröffentlichung: 24. Oktober 1977                                                   |                                                                                      |
| 1978 | You Light My Fire –                                           | — | — | — | DE36 (5 Wo.)DE | UK44 (6 Wo.)UK | — | Erstveröffentlichung: 7. Juli 1978                                                       |                                                                                      |
| 1979 | Seven Lonely Days –                                           | — | — | — | DE50 (1 Wo.)DE | — | — | Erstveröffentlichung: 4. Februar 1979                                                    |                                                                                      |
| 1979 | Spacer King of The World                                      | — | — | — | DE9 (20 Wo.)DE | UK18 (14 Wo.)UK | — | Erstveröffentlichung: 5. November 1979                                                   |                                                                                      |
| 1981 | Little Darlin’                                                | — | — | — | — | — | US49 (9 Wo.)US |                                                                                          |                                                                                      |
| 1984 | Je suis comme toi                                             | FR43 (1 Wo.)FR | — | — | — | — | — |                                                                                          |                                                                                      |
| 1987 | Comme aujourd’hui – Be My Baby –                              | FR37 (2 Wo.)FR | — | — | — | — | — |                                                                                          |                                                                                      |
| 1989 | Le tam tam du vent Tendances                                  | FR45 (3 Wo.)FR | — | — | — | — | — |                                                                                          |                                                                                      |
| 1998 | Spacer (Remix 98’) –                                          | FR86 (2 Wo.)FR | — | — | — | — | — |                                                                                          |                                                                                      |
| 1998 | Les rois mages ’98 –                                          | FR89 (1 Wo.)FR | — | — | — | — | — |                                                                                          |                                                                                      |
| 2012 | Pour sauver l’amour –                                         | FR126 (1 Wo.)FR | — | — | — | — | — | Erstveröffentlichung: 21. September 2012                                                 |                                                                                      |

grau schraffiert: keine Chartdaten aus diesem Jahr verfügbar
Weitere Singles
- 1963: Première surprise partie
- 1964: Ecoute ce disque
- 1966: La course au soleil
- 1971: Les Rois Mages
- 1971: Blancs Jaunes Rouges Noirs
- 1978: I Don’t Need a Doctor
- 1978: Hotel de la Plage
- 1978: No, No, No, No
- 1979: Kennedy Airport
- 1980: Pilote sur les ondes
- 1981: Et ne la ramène pas
- 1982: La tendresse d’un homme
- 1982: Glori Gloria
- 1983: Tangue au
- 1988: Pour te retrouver
- 1999: Dense

## Ehrungen
- Grand Prix du Disque der Akademie Charles Cros 1964
- Chevalier des Arts et des Lettres 1974
- Ritter der Ehrenlegion 1998
- Officier des Ordre des Arts et des Lettres 2003
- Victoires de la Musique 2013, Ehrenpreis für ihr Lebenswerk (zusammen mit Véronique Sanson und Enrico Macias)
- Murex d'or[10] 2016, Preis für ihre gesamte musikalische Karriere, zusammen mit Quincy Jones

### Sheila als Autorin
- Sheila: Sheila par Sheila. Éditions Raoul Solar, Paris 1967.
- Sheila: Chemins de lumière. Éditions Jean-Claude Lattès, Paris 1993, ISBN 978-2-7096-1288-3.
- Sheila: Et si c'était vrai. Éditions de la Seine, Paris 1995, ISBN 978-2-7382-1166-8.
- Sheila: La Captive. Éditions Ramsay, Paris 1997 (deutsch: Gefangen in Tibet. Bastei-Lübbe, Bergisch Gladbach 1998, ISBN 978-3-404-14168-5).
- Sheila, Didier Varrod: Ne vous fiez pas aux apparences. Éditions Plon, Paris 2003, ISBN 978-2-259-19878-3.
- Sheila: Danse avec ta vie. Éditions de l'Archipel, Paris 2013, ISBN 978-2-8098-0769-1.
- Sheila: Les Bonheurs de la vie. Éditions de l'Archipel, Paris 2016, ISBN 978-2-8098-2050-8.

### Andere Autoren über Sheila
- Samuel Uson: Construction médiatique d'une idole française: Sheila (1962-1969). Paris (Abschlussarbeit Sorbonne) 2021.
- Jean-Emmanuel Deluxe: Yé-Yé Girls of 60s French Pop. Port Townsend 2013, ISBN 978-1-936239-71-9.
- Christian Page: Sheila. Bréa Éditions, Paris 1982, ISBN 978-2-903198-24-4.
- Laurent Abrial, Fabien Lecoeuvre, Gilbert Moreau: Sheila. Ed. Jean-Pierre Taillandier, Paris 1993, ISBN 978-2-86562-042-5.
- Éric Romand: Mon père, ma mère et Sheila. Éditions Stock, Paris 2017, ISBN 978-2-234-08357-8.
- Frédéric Quinonero: Sheila, une histoire d'amour. City éditions, Bernay 2018, ISBN 978-2-8246-1287-4.